# Heythuysen (gemeente)
Heythuysen uitspraakⓘ is een voormalige gemeente in Nederlands-Limburg. De gemeente telde op
1 augustus 2006 12.178 inwoners (bron: CBS) en had een oppervlakte van 56,40 km² (waarvan 0,46 km² water). De gemeente bestond uit Heythuysen waaraan bij een gemeentelijke herindeling van 1991 de voormalige gemeenten Baexem en Grathem werden toegevoegd.
Op 1 januari 2007 is de gemeente Heythuysen samengevoegd met de gemeenten Haelen, Hunsel en Roggel en Neer tot een nieuwe gemeente. De vier gemeenten kozen Leudal als naam voor de nieuwe gemeente.

## Kernen
- Baexem
- Grathem
- Heythuysen
- Kelpen-Oler

Het gemeentehuis bevond zich te Heythuysen.